# Hockeykväll
Hockeykväll är ett TV-sänt ishockeymagasin, i halvtimmeslånga sändningar en kväll per vecka under SHL-säsong med ishockeypanelen på Sveriges Television (SVT).
I Hockeykväll visas sammandrag från matcher i svenska högstaligan, och diskuteras ishockey i största allmänhet. Som TV-program hade Hockeykväll premiär den 19 september 1985, och visade då Elitseriematcher. Dessa sändningar övertogs helt av TV4:s version Hockeykväll med fyran säsongen 1994/1995. Hösten 2004 flyttades Hockeykväll till SVT igen (då med 600 000 tittare i snitt åtminstone fram till 2007, tre gånger så många tittare som fotbollsmagasinet Avspark i TV3), och kom att få flera nya/förlängda avtal med Svenska Hockeyligan.
Den 15 september 2015 (alldeles inför SHL-premiären) meddelades det att TV-programmet skulle läggas ned, då "redaktionen inte längre ville låsa sina entusiastiska tittare/följare en sen kväll i veckan", och att detta skulle ersättas av en mer kontinuerlig bevakning av ishockeymatcher på webben med panelen – men även det kom att läggas ned i mitten av samma säsong. Den 19 januari 2017 meddelades dock att en ny och digital variant av Hockeykväll skulle införas den 26 januari 2017, efter att publik efterfrågat sådana fördjupande diskussioner om SHL som det historiska programmet erbjöd. I november 2021 stod det klart att programmet skulle återupptas i TV för resten av säsongen.

## TV-programmets historik 2004–2015

### Medverkande
Från programmets start hösten 2004 fram till och med säsongen 2006/2007 stod Peter Jihde som programledare, och den första expertkommentatorn var Johan Tornberg. När Tornberg sedan lämnade programmet inför 2006/2007 tog den före detta tränarprofilen Niklas Wikegård över huvudrollen som expertkommentator, fram till 2011 då han lämnade SVT för TV4 och C More Entertainment. Från hösten 2007 var Marie Lehmann programledare och hösten 2008 etablerade sig den före detta spelaren Mikael Renberg som expertkommentator. Säsongen 2013/2014 medverkade den före detta spelaren Per-Johan Axelsson som expertkommentator, och under programmets sista säsong (2014/2015) var expertkommentatorerna en trio i form av Patrik Ross och Charles Berglund tillsammans med Renberg.
Ett par kända medverkande reportrar var Chris Härenstam och Staffan Lindeborg.

### Sändningstider
De första säsongerna sändes Hockeykväll på måndagskvällar 21:30–22:00. Säsongen 2009/2010 den första månaden sändes Hockeykväll på lördagar 19:00–19:30 (eftersom Fotbollskväll sändes vid tiden som Hockeykväll skulle haft sin ordinarie sändningstid). Under slutspelet 2010 sändes Hockeykväll på torsdagar 21:30–22:00. I övrigt under denna säsong (2009/2010) sändes programmet vid dåvarande normal tid, det vill säga måndagar 21:30–22:00.
Från 2010 sände Hockeykväll samtliga program på torsdagar; säsong 2010/2011 och 2011/2012 21:30–22:00, och säsongen 2012/2013 22:15–22:45. De två sista säsongerna sändes programmet 22:10–22:45.
Säsongerna under åren 2008–2012 sändes en fortsättning på SVT:s webb efter varje ordinarie program, mellan 10 och 20 minuter lång.

## Landskamper och turneringar
Hockeykväll-panelen är också verksam vid livesändning av landskamper med Tre Kronor. I Tre Kronor Live stod David Fjäll som programledare där Marie Lehmann istället var reporter. Staffan Lindeborg och Chris Härenstam var då kommentatorer. Utöver originaluppsättningen var den finlandssvenske Yle-kommentatorn Kaj Kunnas en återkommande profil under några säsonger, med sin "röst från öst" och medverkade främst vid landskamper mellan Tre Kronor och Finland, men meddelade i mitten av 2011 att han skulle satsa på enbart finska därefter.
SVT Sports ishockeypanel satsar även på Juniorkronorna (J20-VM), TV-pucken, EM-klubblagsturneringen CHL (startad 2014) samt större landskamper för Damkronorna.